# Mathilde Wagner

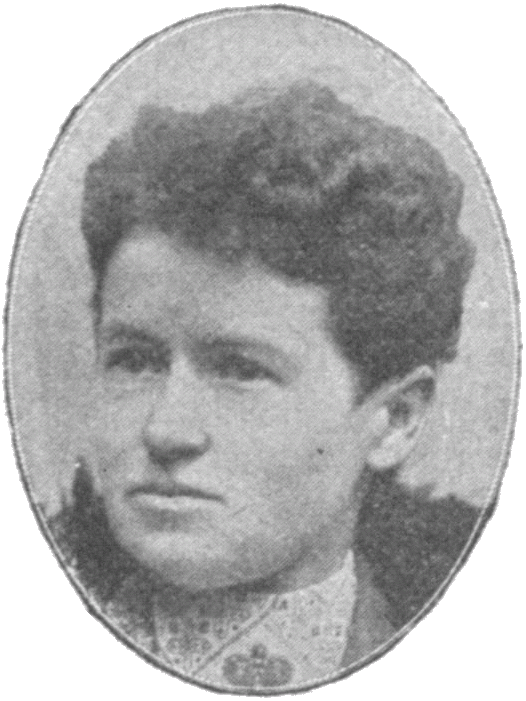
Mathilde Wagner (1901).

Mathilde Wagner (* 8. Januar 1866 in Frankfurt am Main; † 30. Mai 1940 in Greene (Harz)) war eine deutsche Medizinerin. Sie war 1901 eine der ersten im Deutschen Kaiserreich approbierten und promovierten Ärztinnen.

## Leben
Mathilde Wagner wurde als zweite Tochter in eine Frankfurter Kaufmannsfamilie geboren, ihre Eltern waren Wilhelm Wagner und seine Frau Elisabeth, geb. von Harnier. Schon früh hatte sie den Wunsch, Ärztin zu werden, was in ihrer streng hugenottisch-calvinistischen Familie auf Ablehnung stieß. In Frankfurt besuchte sie von 1872 bis 1881 die städtische höhere Mädchenschule, danach ein privates Institut und das College municipal in Neuenburg NE. Einige Jahre war sie als Krankenschwester tätig, in Berlin besuchte sie bei Helene Lange Realkurse für Frauen. 1893 bestand sie dort ihre Abgangsprüfung.
Von 1893 bis 1900 studierte Wagner Medizin in Zürich, für das angestrebte Examen musste sie 1895 in der Schweiz die Reifeprüfung wiederholen. 1896 bestand sie das 1. Examen, 1898 die anatomisch-physiologische Prüfung. Gegen Ende des Studiums eröffnete sich die Möglichkeit, das Staatsexamen in Deutschland abzulegen. Nach Ablehnungen in München und Gießen konnte sie 1900 in Freiburg das Physikum absolvieren. Zum Wintersemester 1899/1900 waren dort fünf Hörerinnen an der medizinischen Fakultät probeweise zugelassen worden. 1901 bestand Wagner das Staatsexamen und wurde mit einer Arbeit über Tuberkulose zur Dr. med. promoviert. Am 6. April 1901 erfolgte die Approbation als Ärztin, nur wenige Tage nach Ida Democh-Maurmeier in Halle. Während Democh-Maurmeier heute als erste approbierte Ärztin Deutschlands gilt, war Wagner am 12. September 1901 die erste promovierte Ärztin seit Dorothea Christiane Erxleben 1754.
1901 bis 1902 war sie Volontärassistentin bei Albert Döderlein in Tübingen, anschließend betrieb sie bis 1935 eine eigene Praxis in Weimar. Ihren Ruhestand verbrachte sie in Jena. Als Ärztin verzichtete sie auf eine eigene Familie und trug ihr Haar kurz. In ihrer Praxis behandelte sie Frauen und Kinder, Männer hingegen nur im Notfall. In ihrem Haus in Weimar lebten auch andere Akademikerinnen wie Selma von Lengefeld, eine Freundin seit der gemeinsamen Studienzeit in Zürich.
Mathilde Wagner wurde im Gründungsjahr 1924 Mitglied im Bund Deutscher Ärztinnen.
Ihr Werdegang wurde 1982 von Rainer Horbelt für die TV-Reihe Stadtgeschichten verfilmt, die Hauptrolle übernahm Rita Engelmann. Von 2014 bis 2018 hat das Gleichstellungsbüro der Medizinischen Fakultät der Albert-Ludwigs-Universität Freiburg jährlich den Mathilde-Wagner-Preis für herausragende Habilitationen von Wissenschaftlerinnen der Fakultät vergeben. Seit 2019 ist der Preis nach Sabine von Kleist benannt.

## Schriften
- Entwicklungsstörungen bei Tuberkulose. Freiburg im Breisgau, 1901. (Dissertation)